# Féfé de Broadway

Féfé de Broadway est une comédie de Jean Poiret créée au théâtre des Variétés à Paris en février 1977 dans une mise en scène de Pierre Mondy.
Une captation de cette pièce a été réalisée par Jeannette Hubert et enregistré dans ce même théâtre en 1978

## Résumé
Vedette de théâtre et co-directrice de son théâtre, Maria Brémont (Jacqueline Maillan) entame les répétitions d'un nouveau spectacle : Féfé de Broadway. Cette comédie musicale, très librement inspirée de Phèdre de Racine, vient de triompher à Londres et sera mise en scène par Simon Volker (Michel Roux). Maria Brémont et Simon Volker, qui ont eu une aventure dans leur jeunesse, incarnent deux conceptions a priori inconciliables du théâtre : une tradition classique de la tragédie pour elle, une vision plus anglo-saxonne, moderne et rythmée pour lui. La pièce alterne moments de répétitions au cours desquels Simon Volker tente de mener à bien son projet sans épargner Maria Brémont (n'hésitant pas à la faire jouer de dos ou cachée derrière un fauteuil immense) et scènes musicales, dansées et chantées.

## Fiche technique
- Musique : Michel Emer et Pierre Porte
- Chorégraphies :  Arthur Plasschaert
- Décors et costumes : André Levasseur[2].
- Durée : 160 minutes

## Distribution
- Maria Brémont : Jacqueline Maillan
- Simon Volker : Michel Roux
- Hoffman et Etienne Demarcy : Roger Carel
- Marie-Hélène Mercier : Annick Alane
- Hervé Grémine : Jean-Pierre Delage
- Thierry Vallier : Yvan Varco
- Madame Buflard : Jackie Sardou
- Nicolas Hermann : Roger Mirmont
- Béatrice Campieri : Éliane Borras
- Moreno : Roger Le Sourd